# Szabó Pál (író)
Szabó Pál (Biharugra, 1893. április 5. – Budapest, 1970. október 31.) kétszeres Kossuth-díjas magyar regényíró, politikus, elbeszélő.

## Életpályája
Zsellércsaládból származott, ő maga is napszámosmunkára járt; kőműves mesterséget tanult. Legénykorát sok írásban örökítette meg. Könyveket vásárolt, sokat olvasott, még színházba is járt Nagyváradra. 1915-től katonaként járta be a világháborús frontokat, 8 hónapig az orosz, utána az olasz fronton harcolt, leszerelési pénzéből megrendelte a Nyugatot. A Tanácsköztársaság alatt Ugrán részt vett a forradalmi eseményekben, ezért 1920-ban 2 év helyi internálásra ítélték, eközben a falu ifjúsága számára műkedvelő csoportot, sportegyesületet szervezett. 1922-ben szabadulása után, feleségül vette Kiss Etelkát, róla mintázta regényeinek legtöbb nőalakját. Első írását faluja megbízásából a Körösvidék című lapba írta. További írásai Bajcsy-Zsilinszky Endre Előörs című lapjában jelentek meg.
Harminchét éves korában, 1930-ban regényírásba fogott. Az Emberek című regény kéziratát Féja Géza ajánlotta kiadásra Tildy Zoltánnak, a Sylvester Nyomda akkori vezetőjének. Regényében az egykorú paraszti világ egyre mélyülő válságát a szegényparasztság szemszögéből ábrázolta. Féja és Móricz Zsigmond további írásra buzdították. Móricz Új nagy írót küldött a falu címen írt kritikát róla és 2 év alatt 7 novelláját jelentette meg a Nyugatban. 1933-ban Övék a glória címmel füzetben is kiadták novelláit. Könyvei honoráriumát a Független Kisgazdapárt Bihar vármegyei szervezésére fordította, élénk politikai tevékenységet folytatott szülőföldjén. Bejárta kerékpáron az egész országot, megismerkedett a kor számos neves írójával, politikusával. Szerkesztette a Komádi és Vidéke című lapot. 1935–1938 között a Kelet Népét, előbb Barsi Dénes, Sinka István, Féja Géza társaságában, 1937-től pedig már egyedül. A Válasz elnémítása után ebben a lapban jelentek meg a népi írók írásai. 1938–1944 között a Szabad Szó című lap kiadója és szerkesztője volt.
A politikai-szerkesztői munka mellett születtek új regényei. Munkásságának legkiemelkedőbb írása az 1941–1943 között megjelent trilógia: Lakodalom, Keresztelő, Bölcső, a szegényparasztság emberi nagyságát lírai telítettséggel ábrázolja anélkül, hogy idealizálná sorsát. 1944-ben a fővárosba költözött családostul, de felesége és gyerekei hamarosan visszatértek falujukba, 1945-ben követte őket ő is. 1945-től a Parasztújságot szerkesztette, ez később a Szabad Földbe olvadt. 1946-ban végleg felköltözött az egész család Budapestre, s az író haláláig a Szabadság-hegyi Diana utcai házában alkotott. 60. születésnapján (1953) kezdte el önéletírását, amelynek Nyugtalan élet az összefoglaló címe; 4 kötete jelent meg 1954–1958 között, az ötödik 1968-ban. 
Műveit számos nyelvre lefordították.

### Politikai pályafutása
Aktívan részt vett a politikai és társadalmi életben is, 1930-ban alapító tagja és egyik országos alelnöke lett a Független Kisgazdapártnak, melynek színeiben egy 1933-as berettyóújfalui időközi választáson meg is mérettette magát, de csak második lett a kormánypárti jelölt mögött. 1939-ben elhagyta az FKGP-t, hogy a Nemzeti Parasztpárt egyik alapítója lehessen, aminek első elnökévé választották. A második világháború alatt hadifogolytáborba került, ezalatt Veres Péter került a párt élére. Az 1945-ös választástól kezdve, melyen pártja (és vele ő is) bejutott a parlamentbe újra tagja lett a Nemzeti Parasztpárt különböző nevet viselő vezető testületeinek. Ugyan sohasem választották újra elnökké, 1947. május 4-én a párt egyik alelnöke lett. Az 1947-es választáson a nagyarányú kommunista csalások ellenére újfent bejutott a parlamentbe.
Pártján belül mindig is a balszárnyhoz tartozott, lapjaiban is mindig szimpatizált a szocializmussal, így a kommunista fordulatot elfogadta, bár az állampártba sohasem lépett be. Indult az 1949-es választáson is (és haláláig mindegyiken, pártonkívüliként rendre mandátumszerző helyet kapva), sőt, mikor Magyarország 1949. augusztus 20-i hatállyal Népköztársasággá lett, tagja lett az Elnöki Tanácsnak is (függetlenként).
A Sztálin halála után megindult desztalinizációt leplezetlenül üdvözölte, szimpátiáját fejezve ki Nagy Imre és kormánya iránt, amiért egykori párttársától, Darvas Józseftől kemény bírálatban részesült. 1954-ben az akkor alakult Hazafias Népfront első elnökévé választották. 1959-ben kikerült az Elnöki Tanácsból, az 1960-ban átszervezett Hazafias Népfrontban pedig elfogadta a felkínált alelnöki tisztséget, amit aztán haláláig viselt. Szintén haláláig volt országgyűlési képviselő.

## Művei
- Emberek (1930)
- Békalencse (1931)
- Övék a glória; Agrárius, Debrecen, 1933
- Papok, vasárnapok (1933)
- Anyaföld (1934)
- Őszi szántás (1934)
- Honfoglalás (1934)
- Magyarok (1935)
- Csodavárás (1937)
- Orosháza. 1. r. Helyrajz, vízrajz, történelem; s.n., Orosháza, 1937
- A puska. Falusi történet; Stádium Ny., Bp., 1939 (Nemzeti könyvtár)
- Szakadék (1939)
- Őszi vetés (1940)
- Lakodalom (1941)
- Vigyázz Jóska! Regény; Athenaeum, Bp., 1941 (Szebb jövő könyvtára)
- Mi lett a szocializmusból; Stádium, Bp., 1941
- Harangoznak. Regény; Magyar Élet, Bp., 1942
- Keresztelő (1942)
- Bölcső (1943)
- Legények (1943)
- Szomszédok (1943)
- Macska az asztalon (1943)
- Álom. Regény; Globus Ny., Bp., 1943 (Vasárnapi regénytár)
- Őszi vetés. Regény; Magyar Élet, Bp., 1943
- Politika. Regény; Misztótfalusi, Bp., 1944
- Le az álarccal; Stádium, Bp., 1944
- Harangoznak. Regény; Magyar Élet, Bp., 1944
- A nagy temető (1946)
- Lakodalom, keresztelő, bölcső. Regény; Magyar Élet, Bp., 1946
- Isten malmai (1948)
- Most és mindörökké! Válogatott elbeszélések; Légrády Ny., Bp., 1948 (Püski kiskönyvtár)
- A két okos meg a bolondos; Sarló, Bp., 1948
- Talpalatnyi föld. Regény; Athenaeum Ny., Bp., 1949
- Isten malmai. Regény; Athenaeum, Bp., 1949
- Őszi szántás. Összegyűjtött novellák; Athenaeum, Bp., 1950
- Három hét a Szovjetunióban (1950)
- Tavaszi szél (1950)
- Új föld. Színjáték; Művelt Nép, Bp., 1952 (Színjátszók könyvtára)
- Új föld. Regény; Szépirodalmi, Bp., 1953
- Hajdú Klári (1953)
- A tej; Népszava, Bp., 1954 (Színjátszók könyvtára)
- Gyermekkor (1954)
- Darázsfészek. Vígjáték; Szépirodalmi, Bp., 1954
- Bandi (1954)
- Legények vagyunk (1955)
- Nehéz idők (1956)
- Az írás jegyében (1957)
- Így egész a világ (1958)
- Forog a kerék; bev. Z. Szalai Sándor; Magvető, Bp., 1959
- Tiszán innen, Dunán túl... (1960)
- Szereposztás (1961)
- Emberek / Békalencse / Papok, vasárnapok; Szépirodalmi, Bp., 1962
- Ahogy lehet. Történelmi regény (1962)
- Kék ég alatt (1963)
- Anyaföld / Csodavárás; Szépirodalmi, Bp., 1963
- Őszi vetés / Szakadék; Szépirodalmi, Bp., 1964
- Szivárványerdő. Összegyűjtött elbeszélések (1966)
- Harangoznak – Politika (1967)
- Szépülő szegénység (1969)
- Nehéz idők (1968)
- Minden kör bezárúl (1968)
- Szülőföldem, Biharország (1968)
- A nagy temető / Ahogy lehet. Történelmi regények; Szépirodalmi, Bp., 1968
- Kánikula (1970)
- Nyugtalan élet, 1-3.; 2. átdolg. kiad.; Szépirodalmi, Bp., 1971-1973
- Macska az asztalon. Kisregények; vál. Szabó Ferenc; Szépirodalmi, Bp., 1980
- Szabó Pál 45 levele Bíró Jánoshoz; vál., sajtó alá rend., bev., jegyz. Beck Zoltán, szerk. Miklya Jenő; Szeghalom Városi Tanács– Sárréti Múzeum Baráti Köre, Szeghalom, 1983 (Sárréti füzetek)
- Tiszta búza. Válogatott elbeszélések; vál. Sin Edit; Hét Krajcár, Bp., 1993
- Magyarország 1956-ban; szerk. Szabó Ferenc; Békés Megyei Könyvtár–Körös Irodalmi Társaság, Békéscsaba, 2004 (Körös könyvtár)

## Díjai
- Kossuth-érdemrend (második osztály) (1948)
- Baumgarten-díj (1949)
- József Attila-díj (1950)
- Kossuth-díj (1951, 1954)